# Гвинеја Бисао на Светском првенству у атлетици у дворани 2012.
Гвинеја Бисао је учествовала на Светском првенству у атлетици у дворани 2012. одржаном у Истанбулу од 9. до 11. марта други пут. Репрезентацију Гвинеје Бисао представљало је двоје учесника (1 мушкарац и 1 жена), који су се такмичили у две дисциплине.
Гвинеја Бисао није освојила ниједну медаљу нити је остварен неки рекорд.

## Учесници
| Мушкарци: - Холдер да Силва — 60 м | Жене: - Грасијела Мартинс — 400 м |  |

## Резултати

### Мушкарци
| Атлетичар       | Дисциплина | Лични рекорд | Квалификације | Квалификације | Полуфинале           | Полуфинале           | Финале               | Финале  | Детаљи |
| Атлетичар       | Дисциплина | Лични рекорд | Резултат      | Место         | Резултат             | Место                | Резултат             | Место   | Детаљи |
| --------------- | ---------- | ------------ | ------------- | ------------- | -------------------- | -------------------- | -------------------- | ------- | ------ |
| Холдер да Силва | 60 м       | 6,80         | 6,95 ЛРС      | 3. груп. 7    | Није се квалификовао | Није се квалификовао | Није се квалификовао | 24 / 60 |        |

### Жене
| Атлетичарка       | Дисциплина | Лични рекорд | Квалификације | Квалификације | Полуфинале            | Полуфинале            | Финале                | Финале       | Детаљи |
| Атлетичарка       | Дисциплина | Лични рекорд | Резултат      | Место         | Резултат              | Место                 | Резултат              | Место        | Детаљи |
| ----------------- | ---------- | ------------ | ------------- | ------------- | --------------------- | --------------------- | --------------------- | ------------ | ------ |
| Грасијела Мартинс | 400 м      | 57,86        | 59,83         | 4. у гр. 5    | Није се квалификовала | Није се квалификовала | Није се квалификовала | 25 / 30 (32) |        |